# Polyrhachis pulleni
Polyrhachis pulleni is een mierensoort uit de onderfamilie van de schubmieren (Formicinae). De wetenschappelijke naam van de soort is voor het eerst geldig gepubliceerd in 2013 door Kohout.